# André Jasinski
André Jasinski (Lieja, 1958) és un fotògraf autodidacta való. Viu i treballa a Brussel·les. Compagina la seva producció fotogràfica amb el seu propi laboratori d'impressió, Jazz ColorLab, a banda de la seva participació com a comissari en exposicions com La Ville et son cliché - Regards croisés Bruxelles-Genève, en la que també va exhibir part de la seva obra.
A banda de la seva activitat en exposicions, també ha participat com a il·lustrador fotogràfic en l'obra d'Alexandre Vanautgaerden Un jardin philosophique.

## Obra
Les seves sèries fotogràfiques oscil·len entre la naturalesa i els paisatges urbans, a través dels quals mostra el traç que la indústria deixa en ells. Un tret distintiu de la seva obra són les seves sèries de fotografies fetes en blanc i negre durant la nit.

## Exposicions més importants
Exposicions individuals més importants:
- La Ville et son cliché - Regards croisés Bruxelles-Genève. 1995. Ginebra, Suïssa
- Mois de la photo à Montréal. 1999. Montréal, Québec
- Encontros de fotografia à Coimbra.1998. Coimbra, Portugal
- Trois fois trois paysages. 1997. Anvers, Bèlgica

Exposicions col·lectives:
- Bienale de la Photographie et de la Ville. 2001. Brussel·les
- Bruxelles a l'infini. 2000. Brussel·les.

## Espai 13
Jasinski va formar part del cicle d'exposicions organitzades per la Fundació Joan Miró, a l'Espai 13. L'autor va exposar l'any 1992, del 30 d'Abril al 15 de Juny, la seva sèrie Holzwege (Els boscos misteriosos), un conjunt de 15 fotografies en blanc i negre fetes de nit. El concepte de Holzwege, segons el mateix Jasinski, fa referència a la utilització que el filòsof nazi Martin Heidegger en fa.

## Publicacions
Jasinski ha il·lustrat el llibre d'Alexandre Vanautgaerden, Un jardin philosophique, fruit del treball que aquest últim va dur a terme com a projecte interdisciplinar d'àmbit internacional, que tenia com a objectiu la remodelació del jardí de la Casa d'Erasme de Rotterdam. Aquest treball va ser dut a terme en conjunt per Catherine Beaugrand, Marie-Jo Lafontaine, Perejaume, Pierre Portier]i Bob Verschueren. A més, van intervenir-hi l'arquitecte Benoit Fondu i el botànic Georges Mees.
D'altra banda, Jasinski ha publicat en diverses revistes especialitzades en fotografia, com la francesa Ciel Variable.

## Altres activitats professionals
També ha fundat el seu propi laboratori d'impressió a Brussel·les (Jazz Colorlab) que rep feina de diferents fotògrafs importants, com és el cas d'Elina Brotherus. Es tracta d'un laboratori que conserva la tècnica de la impressió química manual de les fotografies analògiques.